# Jean-Luc Sassus
Jean-Luc Sassus (Tarbes, 4 de octubre de 1962 - Toulouse, 22 de mayo de 2015) fue un futbolista internacional que jugó como defensa. Muriode un ataque al corazón el 22 de mayo de 2015.
Sassus comenzó su carrera como futbolista con el Toulouse, antes de jugar con el Cannes, PSG, Lyon y Saint-Étienne. Ganó el título de la Ligue 1 con el PSG en 1994.
Después de su retirada del mundo del fútbol, Sassus se convirtió en agente de futbolistas.

## Clubes
| Club                | País    | Año       |
| ------------------- | ------- | --------- |
| Toulouse            | Francia | 1979–1986 |
| Cannes              | Francia | 1986–1992 |
| Paris Saint-Germain | Francia | 1992–1994 |
| Olympique de Lyon   | Francia | 1994–1997 |
| Saint-Étienne       | Francia | 1997–1998 |

## Palamrés
Paris Saint-Germain
- Coupe de France: 1993
- Ligue 1: 1994